# Grand Prix du Comminges 1948
Grand Prix du Comminges 1948 je bila deveta dirka za Veliko nagrado v sezoni Velikih nagrad 1948. Odvijala se je 8. avgusta 1948 v mestu Saint-Gaudens. 

## Rezultati

### Dirka
| Poz | Dirkač          | Moštvo                         | Dirkalnik         | Krogi | Čas/Odstop |
| --- | --------------- | ------------------------------ | ----------------- | ----- | ---------- |
| 1   | Luigi Villoresi | Scuderia Ambrosiana            | Maserati 4CLT     | 30    | 2:11:45.5  |
| 2   | Raph            | Ecurie Naphtra Course          | Talbot-Lago T26C  | 30    | + 4:20.7   |
| 3   | Louis Chiron    | Ecurie France                  | Talbot-Lago T150C | 29    | +1 krog    |
| 4   | Louis Rosier    | Ecurie Tricolore               | Talbot-Lago T26C  | 29    | +1 krog    |
| 5   | Pierre Meyrat   | Privatnik                      | Delahaye 135CS    | 28    | +2 kroga   |
| 6   | Nello Pagani    | Scuderia Automovilistica Milan | Maserati 4CL      | 27    | +3 krogi   |
| 5   | André Simon     | Privatnik                      | Delahaye 155      | 24    | +6 krogov  |